# 서보라미
서보라미(1986년 4월 24일 ~ 2021년 7월 9일)는 대한민국의 장애인 크로스컨트리 선수이다.
강원도 횡성군에서 서운선과 이희자 부부의 딸로 태어났으며 고등학교 3학년 시절이던 2004년에 계단에 굴러 떨어지는 사고로 인하여 하반신 마비 1급 장애 판정을 받았다. 2006년에 대학생 어울림 스키 캠프에 참가하면서 스키에 입문했고 2007년에 크로스컨트리 스키 선수로 데뷔했다. 또한 여름철에 열린 전국장애인체육대회에서 휠체어럭비 선수로도 참가했다.
2009년에 열린 전국장애인동계체육대회에서 우승을 차지하면서 국가대표로 선발되었으며 2010년 밴쿠버 동계 패럴림픽과 2014년 소치 동계 패럴림픽, 2018년 평창 동계 패럴림픽에 출전하였다. 2021년 7월 9일에 자택에서 갑작스러운 심장마비로 사망하였다. 사망 당시에는 임신 초기였던 것으로 알려졌다.

## 학력
- 상지여자고등학교 졸업
- 디지털서울문화예술대학교 사회체육과 졸업